# Lucie Jarrige
Lucie Jarrige est une chimiste et grimpeuse française. Elle concourt dans la catégorie handisport AL2.

## Biographie

### Carrière sportive
Lucie Jarrige commence l’escalade de difficulté en 2013 ; elle porte une prothèse de jambe dans la vie de tous les jours mais préfère l’ôter pour grimper. 
Lors des championnats du monde d’escalade, elle remporte un premier titre à Paris en 2016, qu’elle conserve à Innsbrück en 2018, à Briançon en 2019,, à Moscou en 2021 et à Berne en 2023.
En coupe du monde d’escalade handisport, elle monte fréquemment sur les podiums : 1re sur les étapes de Briançon en 2018 et Innsbrück en 2021 (en catégorie RP3), 2e à Briançon en 2021.

### Carrière scientifique
Elle soutient une thèse en chimie organique en 2018 à l’université Paris-Saclay et reçoit en 2019 le prix Dina Surdin de la Société Chimique de France. Durant son doctorat, elle a également été récipiendaire d’une bourse Pour les femmes et la science décernée par l’UNESCO et la fondation L’Oréal.